# آنگوئیلارا ساباتسیا
آنگوئیلارا ساباتسیا (به ایتالیایی: Anguillara Sabazia) یک کومونه در ایتالیا است که در استان رم واقع شده‌است.

## خصوصیات
آنگوئیلارا ساباتسیا ۷۴٫۹ کیلومترمربع مساحت و ۱۷٬۹۸۷ نفر جمعیت دارد و ۱۹۵ متر بالاتر از سطح دریا واقع شده‌است.

## خواهرخوانده
شهر بلانکا خواهرخواندهٔ آنگوئیلارا ساباتسیا هست.